# Rolf Zeller (Fußballspieler)
Rolf Zeller (* 21. März 1934; † 30. Oktober 2018) war ein deutscher Fußballspieler. Unter dem späteren Bundestrainer Helmut Schön kam er im April 1963 zu einem Einsatz in der Fußballnationalmannschaft der Amateure.

## Laufbahn
Der langjährige Leistungsträger des württembergischen SV Germania Bietigheim stieg mit den Blau-Weißen aus dem Ellental im Jahr 1961 in die 1. Amateurliga Nordwürttemberg auf. Am 12. August 1962 gewannen Zeller und Kollegen mit einem 2:0-Erfolg gegen den FV 09 Nürtingen den WFV-Pokal 1961/62. Spätestens nach den Spielen mit Württemberg im Wettbewerb um den Länderpokal im Jahr 1963, als die „Schwaben“ erst nach einer 0:2-Niederlage im Halbfinale am späteren Sieger Bayern gescheitert waren, war der Bietigheimer auch für Helmut Schön beim Neuaufbau einer neuen DFB-Amateurnationalmannschaft interessant geworden. Nach diversen Auswahllehrgängen kam Zeller am 13. April 1963 mit 29 Jahren in Alassio beim ersten Amateurländerspiel des Jahres gegen Italien zum Einsatz. Neben Zeller debütierten mit Torhüter Manfred Martinschledde, den Abwehrspielern Hans-Jürgen Fritsch, Wilhelm Zott, Walter Birkhold, Walter Liebich, sowie den Angreifern Wolfgang Hellstern, Harald Braner und Wilfried Leydecker noch weitere acht Spieler bei der 1:2-Niederlage gegen Italien. Zeller bildete in der ersten Halbzeit mit Zott und Mittelläufer Rolf Winter als linker Außenläufer im damals praktizierten WM-System die Läuferreihe. In der zweiten Halbzeit wurde er durch Liebich vom Lüner SV ersetzt. 
Zu weiteren Einsätzen in der Amateurnationalmannschaft wurde er nicht mehr berufen. Bei Germania Bietigheim spielte er noch über Jahre im württembergischen Amateurbereich.